# Ala Cherkásova
Ala Cherkásova –en ucraniano, Алла Черкасова– (Lvov, 5 de mayo de 1989) es una deportista ucraniana que compite en lucha libre.
Participó en los Juegos Olímpicos de Tokio 2020, obteniendo una medalla de bronce en la categoría de 68 kg. En los Juegos Europeos de Minsk 2019 obtuvo una medalla de bronce en la misma categoría.
Ganó dos medallas en el Campeonato Mundial de Lucha, oro en 2018 y bronce en 2010, y cinco medallas en el Campeonato Europeo de Lucha entre los años 2012 y 2020.

## Palmarés internacional
| Juegos Olímpicos   | Juegos Olímpicos    | Juegos Olímpicos  | Juegos Olímpicos |
| Año                | Lugar               | Medalla           | Categoría        |
| ------------------ | ------------------- | ----------------- | ---------------- |
| 2020               | Tokio (Japón)       | Medalla de bronce | 68 kg            |
| Campeonato Mundial |                     |                   |                  |
| Año                | Lugar               | Medalla           | Categoría        |
| 2010               | Moscú (Rusia)       | Medalla de bronce | 67 kg            |
| 2018               | Budapest (Hungría)  | Medalla de oro    | 68 kg            |
| Juegos Europeos    |                     |                   |                  |
| Año                | Lugar               | Medalla           | Categoría        |
| 2019               | Minsk (Bielorrusia) | Medalla de bronce | 68 kg            |
| Campeonato Europeo |                     |                   |                  |
| Año                | Lugar               | Medalla           | Categoría        |
| 2012               | Belgrado (Serbia)   | Medalla de plata  | 67 kg            |
| 2016               | Riga (Letonia)      | Medalla de bronce | 72 kg            |
| 2017               | Novi Sad (Serbia)   | Medalla de bronce | 69 kg            |
| 2019               | Bucarest (Rumania)  | Medalla de oro    | 68 kg            |
| 2020               | Roma (Italia)       | Medalla de bronce | 68 kg            |